# La Estrella (Chili)
La Estrella is een gemeente in de Chileense provincie Cardenal Caro in de regio Libertador General Bernardo O'Higgins. La Estrella telde 3.041 inwoners in 2017 en heeft een oppervlakte van 435 km².
- Library of Congress Control Number: n88047341
- Nationale Bibliotheek van Israël: 987007560281005171
- Virtual International Authority File: 147850534
- WorldCat: E39PBJjxrgtBdHWbkM8mtmvj4q